# Sulcacis fronticornis
Sulcacis fronticornis – gatunek chrząszcza z rodziny czerwikowatych. Zamieszkuje palearktyczną Eurazję.

## Taksonomia
Gatunek ten opisany został po raz pierwszy w 1805 roku przez Georga W.F. Panzera pod nazwą Apate fronticornis.

## Morfologia
Chrząszcz o wydłużonym ciele długości od 1,2 do 1,5 mm barwy czarnej, rzadko brązowoczarnej, z żółtymi odnóżami, a czułkami żółtymi z ciemniejszymi buławkami. Wierzch ciała jest dość delikatnie i przeciętnie gęsto punktowany. Głowa u samców odznacza się dwoma małymi, opatrzonymi kilkoma łuskowatymi włoskami ząbkami na nadustku. Czułki zbudowane z dziesięciu członów, z których trzeci jest tej samej długości co czwarty, szósty i siódmy są silnie poprzeczne, a trzy ostatnie formują buławkę. Przedplecze i pokrywy cechują się tłustym połyskiem. Punktowanie porzedplecza jest bardzo delikatne, pokryw zaś silniejsze i wyraźne. Łuskowate włoski na pokrywach są chropowate, dość krótkie, białe i nieułożone w szeregi. Golenie odnóży przedniej pary są ku szczytom zaokrąglone, na wierzchołkach i krawędziach zewnętrznych gęsto porośnięte mocnymi, kolcowatymi szczecinkami. Golenie pozostałych par mają w kątach zewnętrzno-wierzchołkowych szczecinki z zadziorami.

## Ekologia i występowanie
Owad rozmieszczony od nizin po niższe położenia górskie, zwłaszcza w dolinach rzecznych i nad strumieniami. Gatunek saproksyliczny. Zarówno larwy, jak i postacie dorosłe bytują w owocnikach hub rosnących na drzewach liściastych, a rzadziej jodeł i świerków, w tym w owocnikach wrośniaka anyżkowego, wrośniaka omszonego, wrośniaka różnobarwnego, wrośniaka garbatego, wrośniaka szorstkiego, żółciaka siarkowego, pniarka brzozowego i gmatkówki szarawej. Ponadto postacie dorosłe znajdywane są w zmurszałym drewnie i pod przegrzybiałą korą.
Gatunek palearktyczny, w Europie znany z Hiszpanii, Wielkiej Brytanii, Francji, Belgii, Holandii, Niemiec, Szwajcarii, Austrii, Włoch, Danii, Szwecji, Norwegii, Finlandii, Łotwy, Polski, Czech, Słowacji, Węgier, Białorusi, Ukrainy, Rumunii, Chorwacji, Bośni i Hercegowiny, Serbii, Czarnogóry oraz europejskiej części Rosji.